# Скопски санџак
Скопски санџак (тур. Üsküb Sancağı) био је нижа административна јединица Османског царства са центром у Скопљу (тур. Üsküb).

## Настанак и територијални опсег
Након османског освајања Скопља од српског обласног господара Вука Бранковића 1392. године је основано Скопско крајиште. Први управник крајишта био је Пашајит-бег-освајач Скопља. Скопски санџак је формиран средином 16. века. Све до османске административне реформе 1864. био је део румелијског ејалета. Крајем 18. и почетком 19. века Скопским санџаком је полунезависно владала албанска пашаларска породица пореклом из Љуме.
Најмоћнији скопски паша био је Ивзи паша или Авзи паша који је овом облашћу владао кроз целу прву половину 19. век. Авзи паша је задржао управу и након кршења моћи месних муслиманских феудалаца од стране султана Махмуда II тридесетих година 19. века. Авзи паша је био присталица реформи, као и султан Махмуд и обезбеђивао је сигурност и просперитет својим поданицима-муслиманима и хришћанима. Након смрти Авзи паше Скопски санџак је подвргнут централизацијии његови управници постављани су султановим ирадама из Истанбула.

## Административне реформе
Административном реформом Османског царства Скопски санџак је 1871. заједно са Призренским, Нишким и Дебарским санџаком претворен у једну већу административну јединицу-Призренски вилајет. Године 1875. Призренски вилајет је расформиран а Скопски санџак је придодат Битољском вилајету. Када је 1877. формиран Косовски вилајет Скопски санџак постао је његов део. Центар Косовског вилајета је 1888. пренесен из Приштине у Скопље. Територије које је Скопски санџак обухватао биле су подељене у мање казе.
Крајем 19. и почетком 20. века. Скопски санџак је био подељен на Скопску, Кривопаланачку, Кочанску, Качаничку Кратовску, Малешку , Тетовску, Радовишку, Штипску и Кумановску казу. Године 1901. Велешка каза из Солунског вилајета је придодата скопском санџаку и то је последња административна промена пред ослобођење 1912. Скопски санџак је престао да постоји након Првог балканског рата када је Краљевина Србија ослободила и припојила ове области. Правно гледано Скопски санџак ушао је у састав Србије тек након Лондонске конференције 1913. Од Скопског санџака формиран је Скопски округ.

## Казе Скопског санџака 1903.
- Скопска каза
- Кумановска каза
- Кривопаланачка каза
- Кратовска каза
- Кочанска каза
- Отоманија
- Орханија
- Радовишка каза
- Штипска каза
- Тетовска каза
- Гостиварска каза
- Велешка каза